# Чу Суйлян
Чу Суйлян (褚遂良, 596 —658) — китайський політик, каліграф часів династії Тан.

## Життєпис
Народився у 596 році у м. Цяньтан (сучасний Чжецзян). Походив із знатної наукової сім'ї. Був сином Чу ліаня, чиновника середньої ланки. Ще замолоду підтримав вистув Лі Шиміня проти династії Суй. Після цього придворна кар'єра Чу Суйляна складалася блискучим чином. Після кончини Юй Шинаня він зайняв його місце в найближчому оточенні імператора Тай-цзуна. Переказ свідчить, що одного разу імператор запитав Чу Суйляна, що служив придворним історіографом, про те, чи внесе той в хроніку відомості про будь-який його непристойний вчинок. Відповідь каліграфа була однозначно позитивна, що викликало схвалення імператора. При сходженні на престол імператора Гао-цзуна Чу Суйлян займав посаду губернатора провінції Хенань.
Узурпація влади імператрицею У Цзетянь і проведена нею політика репресій викликали протест у суспільстві. Чу Суйлян демонстративно відсилає до столиці регалії губернаторських повноважень і чекає страти, що вже спіткала багатьох противників імператриці. Однак слава каліграфа була настільки велика, що його залишили в живих, але відправили на заслання на південь спочатку в Таньчжоу (сучасна Чанша провінції Хунань), потім в Гуйчжоу (провінція Гуансі), а потім в Айчжоу (Аньнам, околиці Ханоя, В'єтнам). Тільки після падіння У Цзетянь він був посмертно реабілітований. Принциповість каліграфа увійшла в історію Китаю як приклад слідування конфуціанській етиці та до кінця виконаного громадянського обов'язку.

## Каліграфія
Спочатку Чу Суйлян копіював стели, виконані почерками гувень, чжуаньшу, лішу і чженьшу епохи династій Хань, Вей і Цзінь. Потім він сконцентрувався на студіюванні манускриптів, і головним орієнтиром для нього стали сувої Юй Шинаня, через стиль якого він шукав проникнення в майстерність пензля в листі почерком «двох Ванів». Він багаторазово копіював оригінали Ван Січжи і його сина Ван Сяньчжи, що знаходилися в Імператорському зібранні. У підсумку його риски знайшли живу рухливість, робота пензля стала натхненно різноманітною, а конфігурації енергопотоків (ши) надзвичайними і потужними. Каліграфічне спадщина Чу Суйляна була значною. Проте оригінали його манускриптів втрачені. З довгого переліку створених ним стел дотепер дійшли відбитки з 13 пам'яток.
У творчості каліграфа розрізняють два етапи. Перший етап представлений стелою 642 року «Мен фаши бей», присвяченою буддійському наставникові Мену. Стела виконана почерком кайшу, збереглися відбитки 769 ієрогліфів. Каліграфія стели демонструє сильну і тверду роботу пензля, в техніці якої простежується чітка спадкоємність з пам'ятниками Північних царств. У пластиці рисок переважає квадратність, ієрогліфи монументальні та міцні. У пластиці правобічних відкидних відчувається зв'язок з протостатутом дотанської пори. Округла техніка письма переважає над квадратною.
Близько 649 року у творчості Чу Суйляна відбуваються кардинальні зміни, в результаті яких його стиль досягає свого апогею, а техніка пензля стає особливо віртуозною. Найкращим зразком пізнього стилю майстра вважається стела «Янь ташен цзяосюй», споруджена близько 653 року у зв'язку з початком будівництва «Великий пагоди диких гусаків» (Таянта), що призначалася для зберігання сутр, привезених буддійським проповідником Сюаньцзаном в 647 року з його паломництва до Індії. Від пам'ятника збереглися дві частини: перший камінь — 21 стовпець по 42 ієрогліфа, другий — 20 стовпців по 40 ієрогліфів. Своєрідність статуту Чу Суйляна визначають тонкі пружні риски з важкими закінченнями. У середині рисок з'являється елегантний прогин. Композиція ієрогліфів знаходить додаткову просторовість. У ієрогліфах замість колишньої монументальності акцентується жіночна витонченість, що дало привід деяким критикам порівнювати його каліграфію з «придворної красунею, яка прогинається навіть під вагою шовкових шат».